# Jo Fenn
Joanne Ella « Jo » Fenn (née Mersh le 19 octobre 1974 à Leytonstone) est une athlète britannique spécialiste du 800 mètres. Elle mesurait 1,72 m pour 57 kg.

## Biographie

### Palmarès
| Date | Compétition                         | Lieu       | Résultat | Épreuve    | Performance        |
| ---- | ----------------------------------- | ---------- | -------- | ---------- | ------------------ |
| 2003 | Coupe d'Europe des nations en salle | Leipzig    | 2e       | 800 mètres | 2 min 03 s 70      |
| 2003 | Championnats du monde en salle      | Birmingham | 5e       | 800 mètres | 1 min 59 s 95      |
| 2004 | Coupe d'Europe des nations en salle | Leipzig    | 2e       | 800 mètres | 2 min 00 s 54      |
| 2004 | Championnats du monde en salle      | Budapest   | 3e       | 800 mètres | 1 min 59 s 50 (NR) |

### Records
| Épreuve    | Performance        | Lieu     | Date |
| ---------- | ------------------ | -------- | ---- |
| 800 mètres | 1 min 59 s 50 (NR) | Budapest | 2004 |